# Carrie : La Vengeance
Pour les articles homonymes, voir Carrie.
Série
Carrie 2 : La Haine
(1999)
Pour plus de détails, voir Fiche technique et Distribution.
Carrie : La Vengeance ou Carrie au Québec (Carrie) est un film américain de Kimberly Peirce, sorti en 2013.
Il s'agit de la quatrième adaptation du roman Carrie de Stephen King publié en 1974. Le film est une réadaptation du roman mais aussi un remake de Carrie au bal du diable de Brian De Palma, première adaptation sortie en 1976. En effet, il reprend des éléments du roman qui n'étaient pas présents dans la première adaptation mais aussi des éléments de cette dernière qui ne sont pas présents dans le roman.

## Synopsis
À Chamberlain dans le Maine. Margaret White, une intégriste religieuse déséquilibrée, accouche seule dans la chambre de sa maison. Terrifiée, elle s'apprête à assassiner le bébé mais se rétracte au dernier moment. Elle prénommera sa fille Carrietta.
De nos jours, devenue une adolescente de seize ans belle mais solitaire et timide, la jeune Carrie vit un véritable enfer : d'un côté, elle est victime du comportement violent et abusif de sa mère qui l'enferme régulièrement dans un placard sombre destiné à la prière lorsqu'elle estime que sa fille mérite d'être punie. De l'autre, elle est également la souffre-douleur de son école secondaire.
Un jour dans les vestiaires du gymnase après une séance de volleyball en piscine, Carrie se retrouve confrontée à ses premières règles pendant sa douche. En raison de son éducation fondamentaliste et surprotectrice, elle ignore tout du cycle menstruel. Totalement paniquée elle implore l'aide de ses camarades, croyant être victime d'une hémorragie mortelle. Les autres filles se contentent de la filmer avec un téléphone portable et lui lancent des tampons hygiéniques en se moquant d'elle jusqu'à ce que Rita Desjardin, l'enseignante d'éducation physique, intervienne. Une des élèves du nom de Christine Hargensen décide de poster la vidéo de la scène sur Internet ce qui ne sera pas sans conséquences pour elle.
Les élèves ayant participé à l'épisode des vestiaires sont sévèrement réprimandées puis punies par Mme Desjardin. Chris refuse de prendre part aux séances sportives punitives de Mme Desjardin et se voit alors privée du bal de fin d'année, tant attendu par les élèves. 
Pendant ce temps, Carrie prend conscience du fait qu'elle possède des pouvoirs de télékinésie qui lui permettent de faire bouger des objets par la seule force de son esprit. Peu à peu et au fil de ses recherches sur le sujet, elle apprend à maîtriser ce don.
De son côté, Sue Snell, une autre camarade de classe de Carrie, éprouve des remords après l'incident des vestiaires et, en guise de pardon, demande à son petit ami Tommy Ross (Ansel Elgort) d'emmener Carrie au bal de fin d'année à sa place. Bien que méfiante au départ, Carrie finit par accepter la proposition de Tommy car elle y voit notamment un moyen de pouvoir enfin s'intégrer et se débarrasser peu à peu de l'influence dominante de sa mère. Lorsque la nouvelle arrive aux oreilles de Chris Hargensen, celle-ci échafaude un plan des plus cruels afin de se venger d'avoir été exclue du bal et d'humilier Carrie une dernière fois devant toute l'école le soir du bal. Avec l'aide de Billy Nolan, son petit ami délinquant, ils s'introduisent dans une ferme, abattent violemment un des porcs de l'élevage et récoltent son sang dans un bidon en vue de leur sale tour.
Le soir du bal, Carrie se retrouve encore face à sa mère qui refuse de la laisser partir. À contrecœur, Carrie l'enferme dans le placard à l'aide de ses pouvoirs et quitte la maison au bras de Tommy pour se rendre au gymnase de l'école où se tient le bal. Bien que très nerveuse au départ, la jeune femme est resplendissante et attire les compliments et regards étonnés des autres élèves. Elle et Tommy partagent une danse lors d'un slow. Au cours de la soirée, le traditionnel couronnement du roi et de la reine du bal approchant, toute la salle s'empare des bulletins de vote. Le vote s'avère truqué et Tommy et Carrie sont annoncés comme vainqueurs. Les deux montent sur l'estrade et sont couronnés sous les applaudissements de la foule.
Chez elle, Sue reçoit un SMS de la part de Chris lui annonçant sa vengeance sur Carrie au bal. Sue se rend rapidement au gymnase et arrive juste à temps pour apercevoir un seau rempli de sang de porc, juché au-dessus de l'estrade, juste au-dessus de la tête de Carrie. Mme Desjardin finit par chasser Sue de la salle, croyant qu'elle est venue pour gâcher la fête. Chris et Billy renversent alors le seau et un torrent de sang vient pleuvoir sur Carrie et Tommy. Tandis que Chris et Billy prennent la fuite, une complice utilise les écrans géants installés dans le gymnase pour projeter la vidéo de la scène des vestiaires devant la foule qui se met à rire aux éclats devant l'humiliation de la jeune fille. Carrie s'apprête à s'enfuir lorsque le seau vide tombe sur la tête de Tommy et ce dernier s'effondre sans vie sur le sol. Carrie, excédée, laisse éclater sa rage avec violence et se sert de ses pouvoirs pour mettre le bal à feu et à sang, tuant de nombreuses personnes (mais épargne Mme Desjardin). Elle quitte les lieux en laissant le bâtiment en flammes et ses camarades enfermés à l'intérieur. Chris et Billy tentent de s'enfuir en voiture, mais Carrie les rattrape rapidement, bien décidée à se venger. Les deux adolescents trouvent la mort lorsque Carrie accidente leur voiture avant de l'envoyer contre une station-service qu'elle fait exploser.
De retour chez elle, Carrie espère trouver du réconfort auprès de sa mère mais cette dernière, plus troublée que jamais, lui apprend qu'elle a été conçue lors d'un viol conjugal. Margaret blesse grièvement sa fille à l'épaule avec un couteau de cuisine puis tente de l'assassiner. Carrie, désespérée et terrifiée, utilise ses pouvoirs pour tuer sa mère en lui plantant une multitude d'objets tranchants dans le corps. C'est à ce moment que Sue, l'une des seules survivantes du bal, retrouve Carrie chez elle, mortellement blessée à cause du coup de couteau asséné par sa mère. Carrie devient hystérique et une pluie de pierres s'abat sur la maison. Elle décide finalement d'épargner la vie de Sue, qui lui révèle qu'elle est enceinte d'une petite fille. Sue est télékinétiquement éjectée hors de la maison, qui s'effondre sur Carrie étreignant le corps de sa mère.
Quelque temps plus tard, après avoir été interrogée lors d'une audience sur les évènements de la nuit du bal, Sue rend visite à la tombe des White dans le cimetière afin d'y déposer une rose. Le film se termine avec un gros plan sur la pierre tombale qui craque soudainement.

## Fiche technique
- Titre original et québécois : Carrie
- Titre français : Carrie : La Vengeance
- Réalisation : Kimberly Peirce
- Scénario : Roberto Aguirre-Sacasa, d'après Carrie de Stephen King
- Direction artistique : Nigel Churcher
- Décors : Carol Spier
- Costumes : Luis Sequeira
- Photographie : Steve Yedlin
- Montage : Lee Percy
- Musique : Marco Beltrami
- Production : Kevin Misher
- Sociétés de production : Metro-Goldwyn-Mayer et Screen Gems
- Sociétés de distribution : Sony Pictures Releasing Canada
- Budget : 30 000 000 $[1]
- Pays d’origine :  États-Unis
- Langue originale : anglais
- Format : couleur - 35 mm - 2,35:1 - son Dolby numérique
- Genres : Drame, fantastique, horreur
- Durée : 100 minutes
- Dates de sortie :
  - États-Unis : 18 octobre 2013
  - Belgique : 20 novembre 2013
  - France, Suisse : 4 décembre 2013
- Public : Film interdit aux moins de 12 ans lors de sa sortie en salles[Où ?]

## Distribution
- Chloë Grace Moretz (VF : Lisa Caruso ; VQ : Ludivine Reding) : Carrie White
- Julianne Moore (VF : Ivana Coppola ; VQ : Marie-Andrée Corneille) : Margaret Brigham White
- Gabriella Wilde (VF : Zina Khakhoulia ; VQ : Stéfanie Dolan) : Susan Snell
- Judy Greer (VF : Anne Massoteau ; VQ : Julie Burroughs) : Mme Desjardin
- Portia Doubleday (VF : Kelly Marot ; VQ : Ariane-Li Simard-Côté) : Christine Hargensen
- Alex Russell (VF : Julien Bouanich ; VQ : Gabriel Lessard) : Billy Nolan
- Ansel Elgort (VF : Gauthier Battoue ; VQ : Kevin Houle) : Tommy Ross
- Cynthia Preston : Eleanor Snell
- Zoë Belkin (VQ : Kim Jalabert) : Tina Blake
- Samantha Weinstein : Heather
- Karissa Strain : Nicki Watson
- Katie Strain : Lizzy Watson
- Barry Shabaka Henley (VQ : Denis Gravereaux) : le principal Morton
- Hart Bochner (VF : Nicolas Marié) : M. Hargensen

Sources et légendes : version française (VF) sur AlloDoublage ; version québécoise (VQ) sur Doublage.qc.ca

## Production

### Genèse du projet
En mai 2011, la MGM travaille sur une nouvelle version de Carrie, le roman de Stephen King publié en 1974. Le film est annoncé comme étant une nouvelle adaptation plutôt qu'un remake de Carrie au bal du diable (1976) de Brian De Palma. La MGM fait alors appel à l'écrivain-scénariste Roberto Aguirre-Sacasa, qui a déjà adapté un roman de King, Le Fléau, en bande dessinée.
Interviewé au sujet de cette nouvelle adaptation en préparation, Stephen King répondra : «  Qui sait si cela arrivera ? La vraie question est pourquoi, alors que l'original est si bon ? »

### Attribution des rôles
Au lancement du projet, plusieurs noms sont évoqués pour jouer le rôle principal autrefois tenu par Sissy Spacek, dont celui de Chloë Grace Moretz et Haley Bennett. Les producteurs pensent également à Dakota Fanning, Emily Browning, Lily Collins et Bella Heathcote, dans le cas d'un refus comme celui de Shailene Woodley.
Pour le rôle de Margaret White, la réalisatrice pense à Jodie Foster, mais c'est finalement Julianne Moore qui est choisie. Cette dernière est confirmée pour le rôle en avril 2012.

## Accueil
Le film a connu le succès commercial, rapportant environ 82 700 000 $ au box-office mondial. En France, il a réalisé 234 224 entrées.
Il a reçu un accueil critique mitigé, recueillant 49 % de critiques positives, avec une note moyenne de 5,4/10 et sur la base de 152 critiques collectées, sur le site agrégateur de critiques Rotten Tomatoes. Sur Metacritic, il obtient un score de 53/100 sur la base de 34 critiques collectées.

## Fin alternative
Il existe deux fins au film, l'une ayant été jugée trop choquante pour le montage cinéma. Dans la version Blu-ray intitulée Director’s Never-Before-Seen Alternate Ending Too Shocking for Theaters!,  plusieurs mois après les tragiques évènements du bal de promotion, Sue est en salle d'accouchement à l’hôpital et s'apprête à mettre son bébé au monde. Soudainement, le bras ensanglanté de Carrie surgit de son entrejambe et attrape les vêtements de Sue qui se met à hurler avant de se réveiller dans son lit, toujours hurlante, sa mère à ses côtés qui tente de la calmer. Il s'avère que c'était un cauchemar.

## Distinctions

### Récompenses
- Alliance of Women Film Journalists Awards 2013 : suite ou remake qui n'aurait pas dû être réalisé (ex æquo avec Le Monde fantastique d'Oz)